# Euphaea
Euphaea is een geslacht van libellen (Odonata) uit de familie van de Euphaeidae (Oriëntjuffers).

## Soorten
Euphaea omvat 30 soorten:
- Euphaea ameeka van Tol & Norma-Rashid, 1995
- Euphaea amphicyana Ris, 1930
- Euphaea aspasia Selys, 1853
- Euphaea basalis (Laidlaw, 1915)
- Euphaea bocki McLachlan, 1880
- Euphaea cardinalis (Fraser, 1924)
- Euphaea cora Ris, 1930
- Euphaea decorata Hagen in Selys, 1853
- Euphaea dispar Rambur, 1842
- Euphaea formosa Hagen in Selys, 1869
- Euphaea fraseri (Laidlaw, 1920)
- Euphaea guerini Rambur, 1842
- Euphaea hirta Hämäläinen & Karube, 2001
- Euphaea impar Selys, 1859
- Euphaea laidlawi Kimmins, 1936
- Euphaea lara Krüger, 1898
- Euphaea masoni Selys, 1879
- Euphaea modigliani Selys, 1898
- Euphaea ochracea Selys, 1859
- Euphaea opaca Selys, 1853
- Euphaea ornata (Campion, 1924)
- Euphaea pahyapi Hämäläinen, 1985
- Euphaea refulgens Hagen in Selys, 1853
- Euphaea splendens Hagen in Selys, 1853
- Euphaea subcostalis Selys, 1873
- Euphaea subnodalis (Laidlaw, 1915)
- Euphaea superba Kimmins, 1936
- Euphaea tricolor Selys, 1859
- Euphaea variegata Rambur, 1842
- Euphaea yayeyamana Matsumura & Oguma, 1913